# Rinat Kedem
Rinat Kedem (5 de dezembro de 1965) é uma matemática estadunidense.
Kedem obteve o bacharelado em física em 1988 no Macalester College. Obteve o Ph.D. em física em 1993 na Universidade Stony Brook, orientada por Barry McCoy.
Foi palestrante convidada do Congresso Internacional de Matemáticos  em Seul (2014: Fermionic spectra in integrable systems).

## Publicações selecionadas
- Kedem, R.; Klassen, T.R.; McCoy, B.M.; Melzer, E. (1993). «Fermionic quasi-particle representations for characters of (({\displaystyle G}(1))1{\displaystyle \times }({\displaystyle G}(1))1)/({\displaystyle G}(1))2». Physics Letters B. 304 (3–4): 263–270. arXiv:hep-th/9211102. doi:10.1016/0370-2693(93)90292-P
- Kedem, R.; Klassen, T.R.; McCoy, B.M.; Melzer, E. (1993). «Fermionic sum representations for conformal field theory characters». Physics Letters B. 307 (1–2): 68–76. Bibcode:1993PhLB..307...68K. arXiv:hep-th/9301046. doi:10.1016/0370-2693(93)90194-M
- Jimbo, Michio; Kedem, Rinat; Kojima, Takeo; Konno, Hitoshi; Miwa, Tetsuji (1995). «XXZ chain with a boundary». Nuclear Physics B. 441 (3): 437–470. Bibcode:1995NuPhB.441..437J. arXiv:hep-th/9411112. doi:10.1016/0550-3213(95)00062-W
- Jimbo, Michio; Kedem, Rinat; Konno, Hitoshi; Miwa, Tetsuji; Weston, Robert (1995). «Difference equations in spin chains with a boundary». Nuclear Physics B. 448 (3): 429–456. Bibcode:1995NuPhB.448..429J. arXiv:hep-th/9502060. doi:10.1016/0550-3213(95)00218-H
- Kedem, Rinat (2008). «Q-systems as cluster algebras». Journal of Physics A: Mathematical and Theoretical. 41 (19). 194011 páginas. Bibcode:2008JPhA...41s4011K. arXiv:0712.2695. doi:10.1088/1751-8113/41/19/194011
- Di Francesco, Philippe; Kedem, Rinat (2009). «Q-systems as Cluster Algebras II: Cartan Matrix of Finite Type and the Polynomial Property». Letters in Mathematical Physics. 89 (3): 183–216. Bibcode:2009LMaPh..89..183D. arXiv:0803.0362. doi:10.1007/s11005-009-0354-z
- Di Francesco, Philippe; Kedem, Rinat (2010). «Q-Systems, Heaps, Paths and Cluster Positivity». Communications in Mathematical Physics. 293 (3): 727–802. Bibcode:2010CMaPh.293..727F. arXiv:0811.3027. doi:10.1007/s00220-009-0947-5